# Enrique Plancarte Solís
Enrique Plancarte Solís (14 de septiembre de 1970 en Nueva Italia, Michoacán - 31 de marzo de 2014 en Colón, Querétaro) fue un narcotraficante mexicano, dirigente del Cartel de los Caballeros Templarios, con sede en el estado mexicano de Michoacán. Antes de su paso por los Caballeros Templarios, fue un alto dirigente del grupo escindido de La Familia Michoacana, tenía 43 años de edad.

## Carrera criminal
Enrique Plancarte Solís fue un líder de alto rango del cártel de drogas de La Familia Michoacana. A raíz de la muerte de Nazario Moreno González en 2010, La Familia Michoacana se desprendió y formó el Cartel de los Caballeros Templarios, una banda de crimen organizado con sede en el estado mexicano de Michoacán. Plancarte fue uno de sus principales lugartenientes. Sus deberes eran para coordinar las operaciones de producción y tráfico de metanfetaminas de México a EE. UU. Era buscado por los gobiernos de México y EE. UU.

## Muerte
Enrique Plancarte Solís fue abatido en un tiroteo con efectivos de la  Armada de México el 31 de marzo de 2014 en Colón, Querétaro.

## Vida personal y familia
En 2014, la cantante mexicana Melissa Plancarte admitió ser hija de Plancarte Solís.
Plancarte estuvo casado con Nereida Bustos, hija del transportista e implicado anteriormente como alto mandatario de los caballeros también expresidente municipal por 17 años de Nueva Italia; Michoacán, Santos Bustos Martinol. 
Plancarte tuvo demasiados nexos con el narcotráfico, Nereida Bustos llamada la primera dama ya que ella hacía muchas obras de caridad; hija de Santos Bustos, «El Coronel». 
El difunto Plancarte fue cuñado del ingeniero Juan Bustos Ortiz, hermano de Nereida.